# Energies renovables a Itàlia
Les energies renovables s'han desenvolupat ràpidament a Itàlia durant la darrera dècada. El ràpid creixement en la implementació de les energies solar, eòlica i bioenergia van portar Itàlia a produir el 40% de la seva electriciat a partir de fonts renovables el 2014. La producció d'energia solar sola representava el 8% de la producció elèctrica total el 2014, fent Itàlia el país amb una contribució més elevada de l'energia solar.
L'impuls en la producció d'energia verda al país prové de la necessitat de reduir la forta dependència històrica del país en els combustibles fòssils i hidrocarburs provinents de l'Europa de l'Est, l'Orient Mitjà i Amèrica del Nord, i per complir amb el Protocol de Kyoto signat el 1997 i implementat el 2005. Així, Itàlia va implementar incentius econòmics per desenvolupar la producció d'energia renovable.
El percentatge d'energia renovable al consum brut total d'energia havia crescut al 17,1% el 2014. Aquesta xifra ha crescut de forma constant i actualment és un dels principals components del consum nacional energètic. Totes les 8.047 comunes (municipis) d'Itàlia han implementat alguna font d'energia renovable, amb l'energia hidroelèctrica com a líder en termes de producció. La bioenergia, l'energia eòlica i la geotèrmica també contribueixen a la demanda nacional d'energia.